# Hamo
HAMO war ein Modellbahnhersteller aus Nürnberg.
„HAMO“ ist die Abkürzung für „Alfred Hannemann Modellbau“, später firmierte das Unternehmen als „Spielzeug- und Modellbau A. Hannemann“. Der 1952 von Alfred Hannemann gegründete Betrieb startete mit Straßenbahn-Modellen, brachte 1959 und 1960 aber auch Modelle der Dieselloks V 80 und V 160 auf den Markt. Das Straßenbahn-Sortiment ist in dieser Form bis heute nahezu einzigartig geblieben, denn Hamo bot nicht nur die Modelle an, sondern dazu auch ein komplettes Gleissystem und eine passende Fahrleitung. Mit Details wie einer funktionsfähigen Scharfenbergkupplung setzte die Firma für die damalige Zeit Maßstäbe.
Bereits 1963 zog sich Hannemann aus persönlichen Gründen aus seiner Firma zurück. Nach dem Einstieg von Märklin als Gesellschafter firmierte HAMO dann ab 1964 offiziell als „HAMO Modellfahrzeuge GmbH“. Märklin brachte unter dem Markennamen „HAMO“ zunächst diverse „Liebhabermodelle“ für das Mittelleiter-Wechselstromsystem. Die Teile dieser Modelle wurden von Märklin geliefert, die Endmontage jedoch bei Hamo durchgeführt.
Ab 1966 nutzte Märklin den Markennamen für sein neues Angebot an Modellen für das Zweischienen-Zweileiter-Gleichstromsystem. Die Produktion der Straßenbahnen lief aus; sie verschwanden bis 1967 aus den Katalogen. Aus der „HAMO Modellfahrzeuge GmbH“ wurde die „Primex Spielwaren GmbH“ als Märklins Marke für das Hobby- und Kaufhaus-Segment abseits des Modellbahn-Fachhandels. Seit der Übernahme von Trix im Jahr 1997 nutzt Märklin den Markennamen „HAMO“ nicht mehr; Zweileiter-Gleichstrommodelle werden nun über Trix angeboten.